# Сейсмічність Чилі

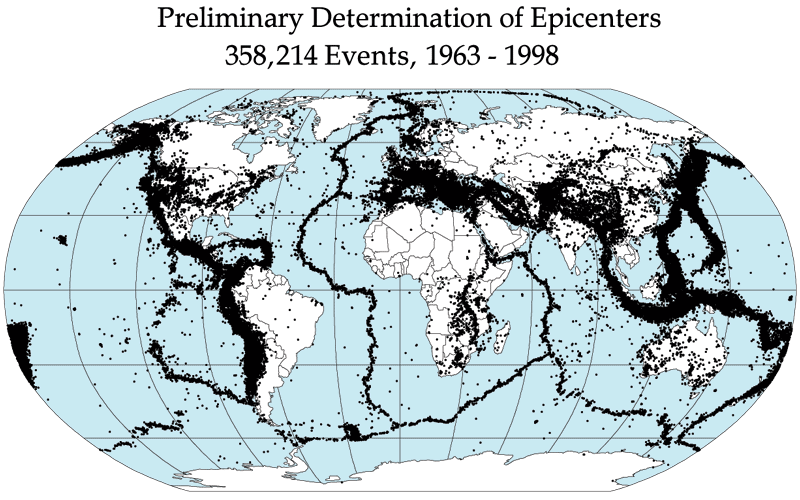
Зони підвищеної сейсмічності на карті світу.

Територія Чилі характеризується підвищеною сейсмічністю.

## Загальна характеристика
Територія країни входить до зони підвищеної сейсмічності на карті світу (див. рис.). На півночі землетруси часто мають катастрофічний характер. Епіцентри землетрусів в даній місцевості знаходяться на глибині 100—300 км вздовж сейсмофокальної поверхні, що занурюється від глибоководного Перуансько-Чилійського жолобу під континент. Часті і сильні землетруси пов'язані з тектонічними рухами.

## Прогнозування землетрусів
У 2017 році новозеландськими науковцями було повідомлено про прогноз руйнівного землетрусу, магнітуда якого може скласти 8,3 балів, який станеться у першому півріччі 2017 року в Чилі в околицях міста Сантьяго. Імовірно епіцентром потужного підземного поштовху стане місто Вальпараїсо, що знаходиться на відстані 120 км від столиці Чилі. Причиною природної катастрофи стане занурення плит літосфери Наска в східній частині Тихого океану під американський континент. Швидкість цього процесу сягає близько 8 см в рік.

## Землетруси у минулі століття
21 травня 1960 року в Чилі стався землетрус в Арауко, магнітуда якого дорівнювала 7,9 балів за (шкалою Ріхтера).
22 травня 1960 року, о 19:11 UTC відбувся «Великий чилійський землетрус» або «Вальдивійський землетрус» (ісп. Terremoto de Valdivia), який став найпотужнішим землетрусом в Чилі за всю історію спостереження. Інтенсивність (за шкалою Ріхтера), за різними оцінками, складала від 9,3 до 9,5 балів. Кількість жертв в результаті землетрусу склала близько 6 тис. осіб, більшість людей загинула від цунамі.

## Землетруси XXІ століття

### 2010
27 лютого, о 03:34 (за місцевим часом), біля узбережжя Регіону Мауле в Чилі стався дуже сильний за (шкалою інтенсивності МSK-64) руйнівний землетрус. Після першого, основного поштовху силою 8,8 балів (за шкалою Ріхтера) і тривалістю близько 3 хвилин послідували ще два поштовхи силою 5,5 і 6,9 балів. Епіцентр землетрусу знаходився у Тихому океані за 8 км на захід від містечка Кураніпе та за 115 км на північ від другого за населенням міста країни Консепсьйона (населення агломерації 1,3 млн осіб). Землетрус відчувався також і в столиці країни Сантьяго, де було зруйновано чимало будівель, перервано телефонний зв'язок і припинено подачу електроенергії. Підземні поштовхи були відчутні і в Аргентині. Крім того, землетрус викликав цунамі, котре загрожувало Чилі, Перу та іншим тихоокеанським країнам, зокрема Південної і Центральної Америки. Уряд США попередив про загрозу усі країни Центральної Америки, а також Французьку Полінезію.

### 2015
16 вересня, о 19:54 (за місцевим часом), тобто 01:54, 17 вересня (за київським часом), в Чилі стався дуже сильний (за шкалою інтенсивності МSK-64) землетрус магнітудою 8,3 балів (за шкалою Ріхтера). Згідно повідомлення Геологічної служби США, епіцентр землетрусу знаходився за 233 км від міста Сантьяго і за 54 км від міста Иллапель. Як зазначило видання The Guardian, влада повідомила про загрозу великих хвиль, які можуть підійти до берега вже до 23:00 за місцевим часом, у зв'язку з чим була оголошена евакуація в деяких окремих прибережних районах.

### 2023
30 березня, згідно повідомлення агентства Reuters з посиланням на Європейсько-середземноморського сейсмологічного центру (EMSC), біля узбережжя Мауле в Чилі стався сильно помірний (за шкалою інтенсивності МSK-64) землетрус магнітудою 6,3 балів (за шкалою Ріхтера). За інформацією експертів, землетрус стався на глибині 15 км.
31 жовтня, біля берегів центральної частини Чилі стався сильно помірний (за шкалою інтенсивності МSK-64) землетрус магнітудою 6,6 балів (за шкалою Ріхтера). Згідно повідомлення Геологічної служби США, землетрус зафіксували за 81 км на південний захід від міста Вальєнар, його епіцентр залягав на глибині 35 км.
27 листопада, о 12:08 (за місцевим часом), поблизу узбережжя північної частини Чилі стався помірний (за шкалою інтенсивності МSK-64) землетрус магнітудою 5,0 балів (за шкалою Ріхтера). За повідомленням Німецького науково-дослідного центру геонаук (GFZ), поштовхи були зафіксовані на глибині 57 км.

### 2024
18 липня, о 21:50 (за місцевим часом), в Чилі стався сильний (за шкалою інтенсивності МSK-64) землетрус магнітудою 7,3 балів (за шкалою Ріхтера), в результаті чого було оголошено «жовтий» рівень небезпеки. За повідомленням джерела Volcano Discovery із посиланням на дані Німецького науково-дослідного центру геонаук (GFZ), епіцентр землетрусу знаходився за 170 км від міста Калама на півночі Чилі. Поштовхи були зафіксовані на глибині 166 км під землею і відчувалися на великій території.

### 2025
2 січня, о 17:43 (за місцевим часом), у північній частині Чилі стався сильно помірний (за шкалою інтенсивності МSK-64) землетрус магнітудою 6,1 балів (за шкалою Ріхтера). Епіцентр землетрусу, як вказало видання La Tercera, знаходився у регіоні Антофагаста за 55,5 км від Кіллагуа. Гіпоцентр землетрусу зафіксовано на глибині 104 км. Попри силу землетрусу, який відчувався також у регіонах Аріка, Парінакота і Тарапака, Гідрографічна та океанографічна служба Чилійського флоту (SHOA) виключила, що поштовхи відповідають характеристикам для утворення цунамі на узбережжі країни.
3 січня в Чилі стався сильно помірний (за шкалою інтенсивності МSK-64) землетрус магнітудою 6,2 балів (за шкалою Ріхтера). Як повідомляють міжнародні ЗМІ, цей землетрус >6,0 балів став другим у 2025 році.
2 травня, о 15:58:27 (за київським часом), в районі протоки Дрейка поблизу узбережжя Чилі та Аргентини стався сильний (за шкалою інтенсивності МSK-64) землетрус магнітудою 7,3 балів (за шкалою Ріхтера). Згідно повідомлення Головного центру спеціального контролю ДКАУ, гіпоцентр землетрусу залягав на глибині 12 км. О 16:07:45 було зафіксовано афтершок магнітудою 5,5 балів (за шкалою Ріхтера).
2 травня, о 20:59:08 (за київським часом), в районі протоки Дрейка поблизу узбережжя Чилі та Аргентини стався сильно помірний (за шкалою інтенсивності МSK-64) землетрус магнітудою 6,3 балів (за шкалою Ріхтера). Згідно повідомлення Головного центру спеціального контролю ДКАУ, гіпоцентр землетрусу залягав на глибині 11 км.
21 травня, о 03:38:13 (за київським часом), в протоці Дрейка поблизу узбережжя Чилі та Аргентини стався помірний (за шкалою інтенсивності МSK-64) землетрус магнітудою 5,5 балів (за шкалою Ріхтера). Згідно повідомлення Головного центру спеціального контролю ДКАУ, гіпоцентр землетрусу залягав на глибині 12 км.